# Kanuslalom-Weltmeisterschaften 1979
Die Kanuslalom-Weltmeisterschaften 1979 fanden 1979 in Jonquière in Kanada statt.

## Ergebnisse

### Einer-Kajak
Männer:
| Platz | Land | Sportler         |
| ----- | ---- | ---------------- |
| 1     | AUT  | Peter Fauster    |
| 2     | AUT  | Eduard Wolfhardt |
| 3     | GBR  | Richard Fox      |

Frauen:
| Platz | Land | Sportler          |
| ----- | ---- | ----------------- |
| 1     | USA  | Cathy Hearn       |
| 2     | GBR  | Elizabeth Sharman |
| 3     | USA  | Linda Harrison    |

### Einer-Kajak-Mannschaft
Männer:
| Platz | Land | Sportler                                              |
| ----- | ---- | ----------------------------------------------------- |
| 1     | GBR  | Richard Fox Albert Kerr Allan Edge                    |
| 2     | AUT  | Eduard Wolfhardt Peter Fauster Norbert Sattler        |
| 3     | SUI  | Milo Duffek jun. Rene Zimmermann Martin Brandenburger |

Frauen:
| Platz | Land | Sportler                                    |
| ----- | ---- | ------------------------------------------- |
| 1     | USA  | Becky Judd Cathy Hearn Linda Harrison       |
| 2     | GER  | Ulrike Deppe Elke Dietze Gabrielle Köllmann |
| 3     | SUI  | Kathrin Weiss Sabine Weiss Alena Kucera     |

### Einer-Canadier
Männer:
| Platz | Land | Sportler     |
| ----- | ---- | ------------ |
| 1     | GBR  | John Lugbill |
| 2     | USA  | David Hearn  |
| 3     | USA  | Bob Robinson |

### Einer-Canadier-Mannschaft
Männer:
| Platz | Land | Sportler                                         |
| ----- | ---- | ------------------------------------------------ |
| 1     | USA  | David Hearn John Lugbill Bob Robinson            |
| 2     | GER  | Walter Horn Jürgen Schnitzerling-Denk Udo Werner |
| 3     | TCH  | Karel Třešňák Milan Gaba Karel Ťoupalík          |

### Zweier-Canadier
Männer:
| Platz | Land | Sportler                       |
| ----- | ---- | ------------------------------ |
| 1     | GER  | Dieter Welsink/Peter Czupryna  |
| 2     | FRA  | \|Pierre Calori/Jacques Calori |
| 3     | POL  | Wojciech Kudlik/Jerzy Jez      |

### Zweier-Canadier-Mannschaft
Männer:
| Platz | Land | Sportler                                                                             |
| ----- | ---- | ------------------------------------------------------------------------------------ |
| 1     | POL  | Zbigniew Czaja/Jacek Kasprzycki Jerzy Jez/Wojciech Kudlik Jan Frączek/Ryszard Seruga |
| 2     | FRA  | Hernaz/Labedens Platt/Lamy Pierre Calori/Jacques Calori                              |
| 3     | SUI  | Rudin/Studer M. Wyss/R. Wyss Küntli/Probst                                           |

## Medaillenspiegel
| Platz  | Land                   | Gold | Silber | Bronze | Gesamt |
| ------ | ---------------------- | ---- | ------ | ------ | ------ |
| 1      | Vereinigte Staaten     | 3    | 1      | 2      | 6      |
| 2      | Vereinigtes Königreich | 2    | 1      | 1      | 4      |
| 3      | Österreich             | 1    | 2      | -      | 3      |
| 3      | Deutschland            | 1    | 2      | -      | 3      |
| 5      | Polen                  | 1    | -      | 1      | 2      |
| 6      | Frankreich             | -    | 2      | -      | 2      |
| 7      | Schweiz                | -    | -      | 3      | 3      |
| 8      | Tschechoslowakei       | -    | -      | 1      | 1      |
| Gesamt | Gesamt                 | 8    | 8      | 8      | 24     |